# یان برکین
یان برکین (انگلیسی: Ian Breckin؛ زادهٔ ۲۴ ژوئیهٔ ۱۹۷۵) بازیکن فوتبال اهل بریتانیا است.
از باشگاه‌هایی که در آن بازی کرده‌است می‌توان به باشگاه فوتبال ویگان اتلتیک، باشگاه فوتبال روترهام یونایتد، باشگاه فوتبال چسترفیلد، و باشگاه فوتبال ناتینگهام فارست اشاره کرد.